# JUMP WORLD
『JUMP WORLD』（ジャンプ・ワールド）は、Hey! Say! JUMPのアルバム。2枚目のオリジナルアルバムとして、2012年6月6日にジェイ・ストームから発売。

## 概要
- 9人体制での初のアルバムだが、収録シングルの内2曲「「ありがとう」〜世界のどこにいても〜」「OVER」は、森本龍太郎在籍時(10人体制)の曲である。

- 初回限定盤と通常盤の2形態で発売。

- 初回限定盤にはレコーディングとジャケット撮影のスペシャル映像を収めたDVDが収められている他、特典として40Pプレミアムブックレットが封入されている。

- また、グループオリジナル曲の「Endless Dream」(2009年)、Hey!Say!7のオリジナル曲「ウタウタウ」(2009年)、Hey!Say!BESTのオリジナル曲「スパイシー」(2008年)が初CD化され、収録されている。

## 特典
※通常盤/初回プレス仕様のみ
- 40Pスペシャルブックレット

## 収録曲

### CD

#### 通常盤/初回プレス仕様・通常盤
1. パーフェクト ライフ [4:14]
作詞：八乙女光、作曲：DAICHI、編曲：鈴木大地
2. SUPER DELICATE [4:31]
作詞：野島伸司、作曲：加藤裕介、編曲：Niklas Edberger
  - 9thシングル
  - 山田涼介・中島裕翔出演 日本テレビ系ドラマ「理想の息子」主題歌
3. つなぐ手と手 [4:31]
作詞・作曲：作田雅弥、編曲：CHOKKAKU
4. 僕はVampire [4:32]
作詞：森月キャス、作曲：Stephan Elfgren、編曲：Stephan Elfgren・真下正樹
  - 今作のリードトラック
5. OVER [4:33]
作詞：zopp・村野直球、作曲：Devanté・Tomas Cederholm・Filip Lindfors、編曲：船山基紀
  - 7thシングル
6. Hero [3:37]
作詞：岡本圭人、作曲：成海カズト、編曲：伊藤俊
7. Magic Power
作詞：岡嶋かな多、作曲：板垣祐介、編曲：石塚知生
  - 8thシングル
  - 映画「スマーフ」日本語吹替版主題歌
8. Hurry up! [3:03]
作詞：藤林聖子、作曲：Tommy Clint、編曲：有岡大貴・Tommy Clint
9. サム&ピンキー [3:22]
作詞：八乙女光、作曲：加藤裕介、編曲：鈴木雅也
10. 「ありがとう」〜世界のどこにいても〜 [4:07]
作詞：森若香織・村野直球・亜美、作曲・編曲：STEVEN LEE、Song Co-ordination：JOEY CARBONE
  - 6thシングル
11. Together forever [5:53] 
作詞：作田雅弥、作曲：Mans EK、編曲：船山基紀
12. スナップ - Hey! Say! BEST
作詞：薮宏太、作曲：加藤裕介、編曲：石塚知生
13. 花 えがお - Hey! Say! 7
作詞：山田涼介、作曲・編曲：杉山勝彦
  - 知念侑李主演 日本テレビ系ドラマ『スプラウト』主題歌
14. シングルメドレー Second act
編曲：佐藤泰将
曲終了後Hey! Say! JUMPからのメッセージを収録。

#### 初回限定盤
1. パーフェクト ライフ
2. SUPER DELICATE
3. つなぐ手と手
4. 僕はVampire
5. OVER
6. Hero
7. Magic Power
8. Hurry up!
9. サム&ピンキー
10. 「ありがとう」〜世界のどこにいても〜
11. Together forever
12. スパイシー [4:41]  - Hey! Say! BEST
作詞・作曲：清水昭男、編曲：山原一浩
  - 2008年発表のオリジナル曲
13. ウタウタウ [2:20] - Hey! Say! 7
作詞・作曲：youth case、編曲：吉岡たく
  - 2009年発表のオリジナル曲
14. Endless Dream [3:42] 
作詞：磯崎健史・古屋真、作曲：磯崎健史、編曲：能見和宏
  - 2009年発表のオリジナル曲

### DVD
※初回限定盤のみ
1. レコーディング映像
2. ジャケット撮影

## 映像作品
パーフェクト ライフ
- JUMP WORLD 2012

つなぐ手と手
- 全国へJUMPツアー2013

僕はVampire
- JUMP WORLD 2012
- 全国へJUMPツアー2013
- Hey! Say! JUMP LIVE TOUR 2014 smart
- Hey! Say! JUMP I/Oth Anniversary Tour 2017-2018（初回限定盤1）
- Hey! Say! JUMP LIVE TOUR 2019-2020 PARADE

Hero
- JUMP WORLD 2012
- 全国へJUMPツアー2013

Hurry up!
- JUMP WORLD 2012

サム&ピンキー
- JUMP WORLD 2012
- 全国へJUMPツアー2013
- Hey! Say! JUMP LIVE TOUR 2014 smart
- Hey! Say! JUMP I/Oth Anniversary Tour 2017-2018（初回限定盤1）

Together forever
- Hey! Say! JUMP LIVE TOUR 2014 smart

ウタウタウ
- JUMP WORLD 2012

Endless Dream
- Hey! Say! 2010 TEN JUMP
- Hey! Say! JUMP I/Oth Anniversary Tour 2017-2018

スナップ
- JUMP WORLD 2012

花 えがお
- JUMP WORLD 2012